# Bustul lui Dimitrie Bolintineanu din București
Bustul lui Dimitrie Bolintineanu este opera sculptorului român Mac Constantinescu (1900 - 1979) și a fost dezvelit în anul 1970.
Bustul este realizat din bronz și este așezat pe un soclu de beton placat cu travertin.
Dimitrie Bolintineanu (1819 - 1872) a fost de origine aromână și s-a născut în satul Bolintinul din Vale, județul Ilfov. A fost un poet român, om politic, diplomat, participant la Revoluția de la 1848. A murit la București în 20 august 1872.
Lucrarea este înscrisă în Lista monumentelor istorice 2010 - Municipiul București - la nr. crt. 2345, cod LMI B-III-m-B-20027.
Monumentul este amplasat în curtea  Liceului teoretic „Dimitrie Bolintineanu” situat pe Calea Rahovei nr. 311, sector 5.